# 다이애나 처칠
다이애나 스펜서 처칠(영어: Diana Spencer Churchill, 1909년 7월 11일 ~ 1963년 10월 20일)은 영국의 정치인 윈스턴 처칠과 클레멘타인 처칠의 장녀이다.